# Шенуте
Шенуте Атріпський, або Шенуте Великий, або Шенуда Архімандрит (копт. Ⲁⲃⲃⲁ Ϣⲉⲛⲟⲩϯ ⲡⲓⲁⲣⲭⲓⲙⲁⲛ'ⲇⲣⲓⲧⲏⲥ — «отець Шенуте архімандрит»; помер близько 466, Согаґ) — коптський чернець, настоятель Білого монастиря у Верхньому Єгипті біля селища Атріп. Шанується як святий Ефіопською православною церквою, один з найшанованих святих Коптської православної церкви. 

## Агіографія
Біографія Шенуте відновлюється на основі великого корпусу житійних текстів та його власних творів. Він народився в родині пастухів в середині IV століття. В юному віці став ченцем заснованого його дядьком Білого монастиря, який очолив у 380-х роках. При Шенуте цей монастир став великою організацією, яка налічувала кілька тисяч ченців і черниць. Охочі вступити до монастиря повинні були відмовитися від свого майна і принести присягу вести праведне життя, виконуючи вказівки Шенуте. Статут Білого монастиря, складений при Шенуте і його попередниках, був значно суворіший, ніж правила іншого основоположника єгипетського чернецтва, Пахомія Великого, що жив приблизно в цей же час. Послідовники Шенуте повинні були вести життя аскетів і брати участь у трудовій діяльності громади. Численні приписи регламентували практично кожен аспект їх життя.
Розглядаючи чернецтво як духовну еліту, він часто вступав в конфлікт з ієрархами церкви, не доводячи, проте, ці розбіжності до серйозних зіткнень. При цьому боротьба Шенуте з язичництвом була безкомпромісною. Патріарх Кирило Александрійський високо цінував заслуги Шенуте і пропонував йому зайняти єпископський пост. Шенуте відмовився, але в 431 році вони разом взяли участь у всесвітньому Ефеському соборі, де Шенуте виступив проти єресіарха Несторія. Можливо, з цього приводу йому було присвоєно чин архімандрита. Хоча той факт, що Кирило Александрійський запросив Шенуте брати участь в цих дебатах, передбачає визнання високого рівня богословських знань, навряд чи Шенуте повністю розумів всі тонкощі богослов'я свого часу. Твори Шенуте стосуються насамперед практичних питань життя монастиря. У них часто цитується Біблія, проте Шенуте не був богословом з власною певною позицією. Виступаючи проти єресей свого часу, він не досліджував глибоко складні догматичні питання.
Вплив Шенуте не був обмежений Білим монастирем, багато людей приходило до нього за порадою і благословенням або послухати проповідь, в тому числі монахи інших монастирів, єпископи і чиновники. Серед місцевих воєначальників склався звичай отримати благословення Шенуте, перш ніж вирушити в похід. Шенуте дбав про процвітання всього регіону і склав молитву про розлив Нілу. При ньому була організована роздача хліба біднякам. Після зведення споруд Білого монастиря він міг дати притулок до 20 000 біженців під час вторгнень кочівників, які часто спустошували Єгипет. Шенуте виступав також як захисник бідних перед багатими, боровся проти язичницьких культів, які ще зберігалися.
Шенуте вважається одним з найважливіших представників коптської літератури. Майже всі рукописи його творів збереглися тільки в бібліотеці Білого монастиря, звідки у вигляді фрагментів розійшлися всім світом. Завдяки зусиллям американського коптолога С. Емміеля вироблено упорядкування всіх відомих текстів творів Шенуте, що дало можливість розпочати їх наукове вивчення.